# Быков, Владимир Михайлович
Владимир Михайлович Быков (1887—1917) — полковник Лейб-гвардии 1-го стрелкового Его Императорского Величества полка. Герой Первой мировой войны.

## Биография
Из потомственных дворян Курской губернии.
В 1905 году вступил в службу после окончания 1-й варшавской мужской гимназии. В 1907 году после окончания Павловского военного училища по I разряду произведён подпоручики гвардии и выпущен в Лейб-гвардии 1-й стрелковый Его Императорского Величества батальон. С 1911 года поручик гвардии — делопроизводитель полкового суда, командир 7-й роты и член полкового суда.
С 1914 года участник Первой мировой войны — командовал ротами Лейб-гвардии 1-го стрелкового Его Императорского Величества полка. В 1915 году произведён в штабс-капитаны гвардии, в 1916 году в капитаны гвардии . В 1917 году произведён в полковники — командир батальона и врио командира Лейб-гвардии 1-го стрелкового Его Императорского Величества полка. 1 августа 1917 года убит восставшими солдатами, похоронен 4 августа на приходском кладбище села Терешковичи Каменец-Подольского уезда Подольской губернии.

Высочайшим приказом от 27 июля 1916 года за храбрость награждён Орденом Святого Георгия 4-й степени: 
За то что, в бою 21-го сентября 1914 года под гор. Опатовым, прикрывая отступление своего полка, с остатками своей и другой роты выдержал бой с превосходными силами противника, чем выручил полк и облегчил его отход и спасение полкового знамени , при этом часть противника успела зайти в тыл его сводной роты, и ему пришлось с трудом пробиваться штыками

## Награды
- Орден Святой Анны 4-й степени «За храбрость» (ВП 14.12.1914)
- Орден Святого Георгия 4-й степени (ВП 27.07.1916)